# Kvinnor i Nazityskland

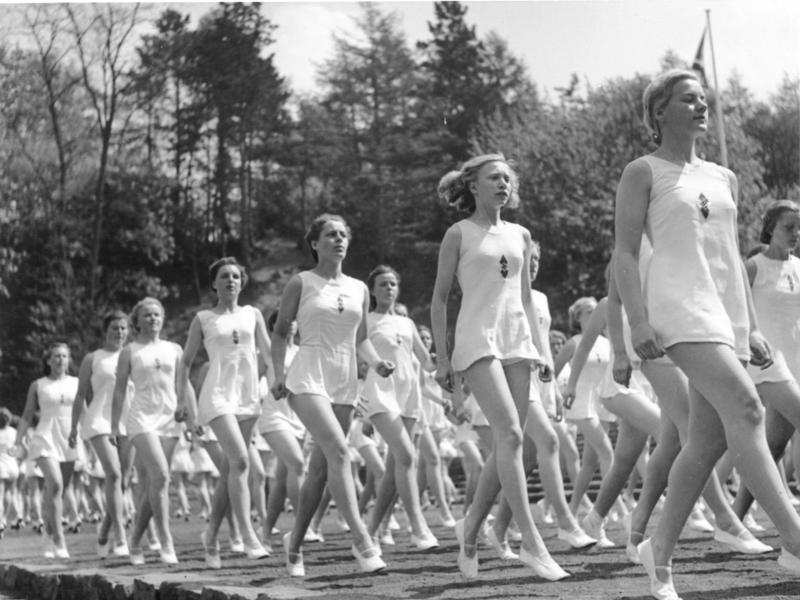
Bund Deutscher Mädels gymnastikövningar 1941.

NS-Frauenschaft

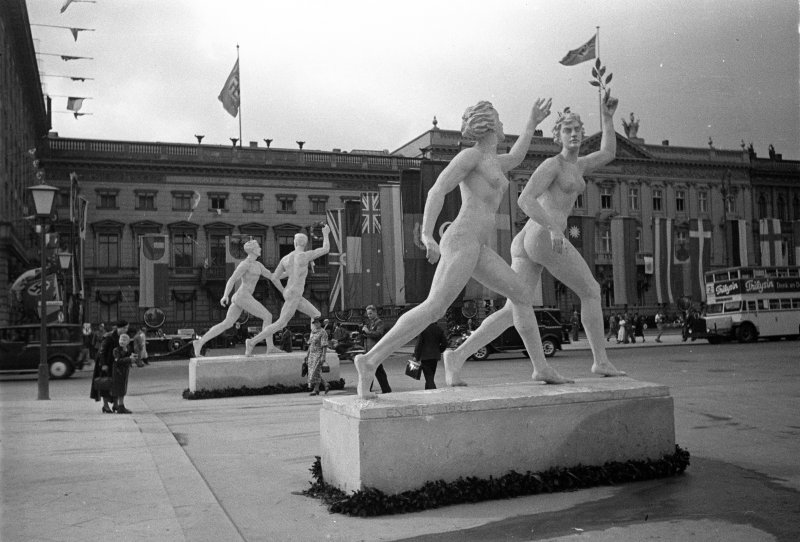
Avbildning av den kvinnliga idealkroppen under Olympiska spelen i Berlin 1936

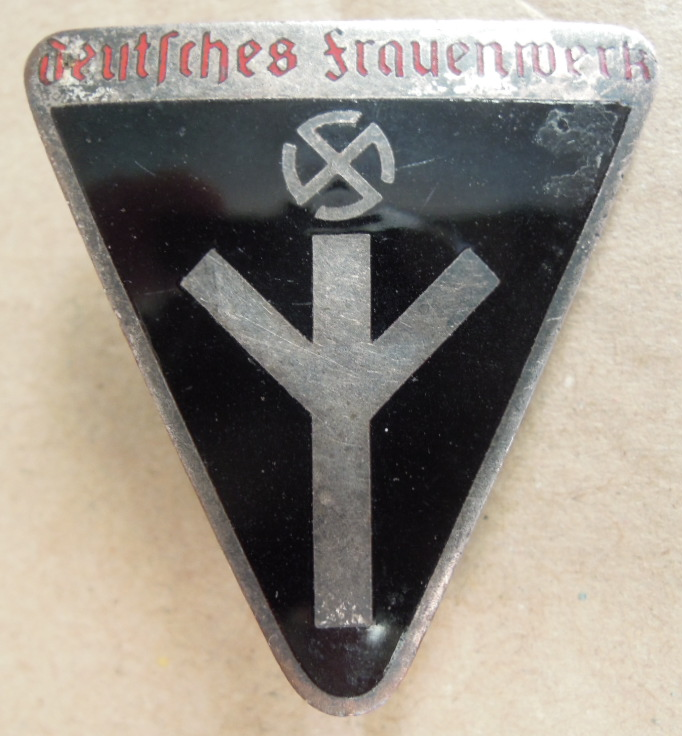
Medlemsbricka, Deutsches Frauenwerk

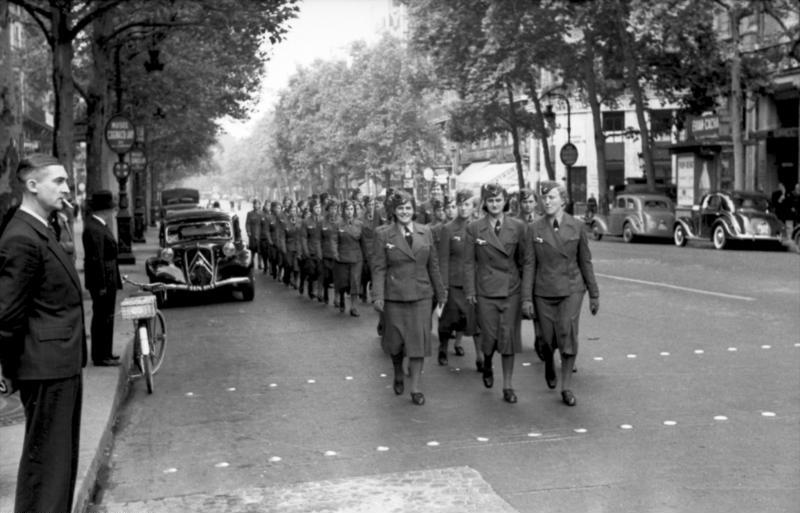
Wehrmachtshelferinnen, motsv. lottor.

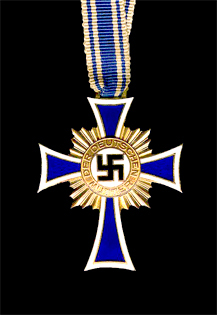
Moderkorset av första klassen i guld.

Kvinnor i Nazityskland och deras liv formades av de lagar och regler som skapades av det Nationalsocialistiska tyska arbetarepartiet (NSDAP), som ville forma det i enlighet med den partipolitiska ideologins ideal. 
NSDAP uteslöt kvinnor från alla högre beslutsfattande positioner i det politiska och akademiska livet i samhället, och förespråkade att de istället skulle leva ett liv som endast hustrur och mödrar, då nazismens ideal var att kvinnans huvuduppgift i samhället var att föda barn, och en återgång till traditionella könsroller. 
Kvinnors möjlighet att studera försvårades och de diskriminerades på arbetsmarknaden och uppmuntrades att bli hemmafruar. Politiskt utnämndes ingen kvinna till något ämbete med undantag för Gertrud Scholtz-Klink. 
Samtidigt blev kvinnor dock också aktivt inlemmande i nazistpartiet som enkla medlemmar och i lägre positioner, i enlighet med partiets ideal om massmobilisering. Under andra världskriget förändrades policyn om kvinnors arbete, och de mobiliserades tvärtom i krigsansträngningen. 

## Politiskt kvinnoideal
Nazitysklands kvinnopolitik stod i skarp kontrast mot den föregående Weimarrepubliken, och var i själva verket en konservativ reaktion mot Weimarrepublikens ideal om den frigjorda nya kvinnan och jämlikhet mellan könen: den utgjorde en tillbakagång till ideal om att kvinnans enda sanna uppgift var att bli hustru och mor: Kinder, Küche, Kirche. 
Nazisternas officiella paroll var att de befriade kvinnor från feminismen och hjälpte dem att återfå den "naturliga roll" som de mådde bäst av, vilken var den traditionella rollen som hustru och mor. 
Men samtidigt skilde sig Nazitysklands kvinnoroll också från den traditionellt konservativa kvinnoroll som hade rått i 1800-talets Kejsardömet Tyskland, eftersom den väntade sig att kvinnor skulle leva ett aktivt och politiskt engagerat liv, om än i en underordnad roll. 
Den inkluderade kvinnor i partiets ideal om massmobilisering, och förväntade sig att kvinnor skulle delta i den politiska massrörelsen och inlemmas i den aktiva "folkgemenskapen" (Volksgemeinschaft), om än i en underordnad roll som saknade all politisk makt, och flickor förväntades vara medlemmar i Jungmädelbund och sedan Bund Deutscher Mädel (BDM), och vuxna kvinnor i Nationalsozialistische Frauenschaft eller Deutsches Frauenwerk. 
Nazitysklands idealkvinna fick gärna leva ett fysiskt aktivt liv med träning, idrott och kroppsarbete som ung och ogift, eftersom hon förväntades ha en stark och hälsosam kropp för att kunna föda många friska barn. 
Flickor indoktrinerades i kvinnorollen genom Bund Deutscher Mädel, som aktiverade dem fysiskt i friluftsliv och idrott och indoktrinerade dem politiskt. I flickors fall lade den politiska indoktrineringen fokus på nazistisk "rasideologi" för att förbereda dem på deras roll att föda friska "rasrena" barn. 
Flickor uppmuntrades inte studera vidare efter grundskolan, utan snarare att gifta sig och bli mödrar. Brudskolekurser (Reichsbräuteschule) arrangerades för att lära unga kvinnor att motsvara kravet på idealhustrun. 
Vuxna kvinnor skulle vara medlemmar i Nationalsozialistische Frauenschaft eller Deutsches Frauenwerk, som övervakade kvinnor politiskt, vilket främst innebar att se till att de höll sig till idealet. 
Idealkvinnan var en frisk och stark kvinna som utförde allt hushållsarbete effektivt, och födde och uppfostrade så många friska barn som möjligt enligt nazistiska ideal. Att föda så många friska barn som möjligt ansågs vara kvinnans huvudsakliga politiska samhällsuppgift, och kvinnor som hade gjort detta belönades med moderkorset och framhölls som föredömen. 
Idealet om den barnafödande kvinna drogs till sin spets i Lebensborn-programmet. 

### Sexualitet och personlig frihet
Nazismen såg människan som en del av ett kollektiv. Konformism hyllades och individuell frihet sågs som något dåligt. Kvinnlig frigörelse beskrevs därmed som något depraverad och dekadent. 
Den nazistiska idealkvinnan skulle vara klädd i folkdräkt eller uniform, leva hälsosamt och inte röka eller sminka sig. Rökning ansågs dekadent och ogillades därför att det var ohälsosamt, och en kvinna som rökte offentligt kunde fråntas sitt partimedlemskap. 
Smink och mode associerades med Weimarrepublikens frigjorda nya kvinna, och partiet drev propaganda emot det. I praktiken hamnade detta dock i konflikt med politiken att uppmuntra tysk produktion, däribland tyskt mode och kosmetika, och denna motsättning kunde aldrig helt lösas. 
Nazismens uppfattning var att sex enbart var till för reproduktion. Sexuell njutning beskrevs som något smutsigt och dekadent, och flickor uppfostrades med att sexuallivet var till för att producera så många friska ariska barn som möjligt. 
Både nazismen och den gamla traditionella sexualmoralen delade uppfattningen att sex enbart var till för reproduktion. Skillnaden var, att medan traditionell sexualmoral hade dikterat att huvudsaken var att barnen föddes inom äktenskapet, låg fokus inom nazismen istället på att barnen skulle vara födda friska och "renrasiga", och att de föddes inom äktenskapet var mindre viktigt.
Inom lebensbornprogrammet hyllades rentav barn födda utanför äktenskapet, förutsatt att de var "ariska", och BDM fick i uppgift att finna unga kvinnor som kunde föda barn åt SS-män.
Icke produktiv sexualitet, det vill säga alla former av sex som inte resulterade i graviditet och födseln av friska renrasiga barn, bekämpades genom Rikscentralen för bekämpning av homosexualitet och abort. 
Flickor uppfostrades till att se barnafödande som sin huvuduppgift, och deras politiska indoktrinering fokuserade på att lära dem om eugenik, reproduktion och att undvika "rasskändning". Sexuell njutning beskrevs som något skamligt, och skolans sexualundervisning fokuserade på att lära flickor om graviditet och barnuppfostran utan att beskriva det samlag som ledde till graviditet.
Preventivmedel och abort var förbjudna av eugeniska skäl för alla friska "renrasiga" kvinnor. 
Judiska kvinnor kunde efter 1938 få fri abort, men detta infördes inte för deras personliga frihets skull, utan för att deras barn ansågs icke önskvärda.  
Kvinnor som hade haft samlag med en icke "renrasig" man bestraffades offentligt med skamstraff. De paraderades då med en skylt hängande om halsen som beskrev deras handling. De kunde också sättas i fängelse. 
Kvinnor som var "promiskuösa" och hade icke produktiva heterosexuella förbindelser, riskerade att betraktas som "asociala" och fängslas. Prostitution förbjöds inte som sådan. Prostituerade kvinnor löpte dock risken att stämplas som "asociala" och placeras i koncentrationsläger. 
Homosexuella kvinnor riskerade att arresteras och sättas i koncentrationsläger enligt lagarna om homosexualitet i Nazityskland. 
Icke "renrasiga" eller fysiskt eller psykiskt sjuka kvinnor utsatta för  tvångssterilisering och abort med tvång, och icke friska barn kunde mördas i Aktion T4.

## Utbildnings- och yrkespolitik

### Utbildning
Högre utbildning för flickor blev inte formellt förbjudet, men regler infördes som försvårade den. Nazismens skolpolitik ogillade boklig bildning, och skolan prioriterade politisk ideologi och idrott framför läsning. I det allmänna skolsystemet gick flickor och pojkar i samma skola i de lägre klasserna, men separerades under sekundärutbildningen, då flickor ofta gick i statliga flickläroverk, som nazifierades när nazismen kom till makten. Ifråga om flickor var nazistisk policy att de enda ämnen som lärarna skulle ta seriöst var hälsa, idrott och biologi, ämnen som var viktiga ifråga om flickornas framtida roll som barnafödare. Flickor skulle inte uppmuntras att anstränga sig i andra ämnen i skolan. 
Läxuppgifter och akademisk bildning ansågs inte viktig inom nazismen, särskilt inte för flickor, vars livsuppgift var att föda barn. Att störa flickors skolarbete sågs därför som något positivt, och lärare tillät rutinmässigt att flickor struntade i att göra sina läxor.
Alla flickor skulle vara medlemmar i de nazistiska ungdomsförbunden. Dessa informerade flickor om den ideologiska övertygelsen om att flickor endast skulle uppfostras till att bli framtida mödrar. Ungdomsförbunden höll igång ett aktivt schema av möten bestående av ideologi, idrott och friluftsaktiviteter som prioriterade kroppsövningar, och förbundets träffar lades varje vardag efter skolan för att se till att barnen inte skulle hinna göra sina läxor.
Följden blev att de flesta flickor fick dåliga betyg i skolan och sällan fick möjlighet att läsa vidare eller få något annat än enkla jobb, som de förutsattes avsluta snabbt i vilket fall, för att gifta sig och bli hemmafruar.
Även de flickor som trots svårigheterna lyckades få bra betyg, återstod hinder för att läsa vidare. Skolprogrammen införde 1933 hinder som försvårade för flickor som ville läsa vidare, när fem års latin och tre års vetenskap (nödvändigt för att kunna läsa på universitet), för flickors del ersattes med kurser i det egna språket och hushållskunskap. Flickor som ville läsa vidare kunde dock fortfarande läsa dessa kurser privat eller genom att registrera sig på en pojkskola. För att ytterligare försvåra för flickor att läsa vidare, infördes 1935 pliktåret, då varje flicka måste fullgöra ett år hushålls- eller jordbruksarbete innan hon tilläts ansöka om att studera på universitet, något som gjorde att flickor fick ansöka till högskola senare än pojkar. 
Slutligen infördes kvoter om hur många kvinnliga studenter ett universitet tilläts acceptera: endast 10 % av ett universitets studenter tilläts vara kvinnor. I praktiken tycks dock inte denna kvotregel ha blivit åtlydd av de tyska universiteten: andelen kvinnor som studerade medicin minskade till exempel inte mer än tre procent. 
Det kvinnliga akademikerförbundet Deutscher Akademikerinnenbund tvingades underordna sig Deutsches Frauenwerk (DFW), som först ariserade det och sedan upplöste det.

### Yrkespolitik
Kvinnor förbjöds formellt från att verka inom vissa yrken: 1936 förbjöds kvinnor att verka på högre juridiska poster som domare och åklagare, och 1937 förbjöds de att inneha professorsposter på universiteten i alla utom "sociala" ämnesområden; förbudet mot kvinnor att verka som läkare drogs dock snart tillbaka eftersom detta bedömdes påverka tillgången till läkare alltför negativt. Ruth Moufang nekades att undervisa i matematik och matematikern Emmy Noether och fysikern Lise Meitner förlorade båda sina tjänster som professorer efter införandet av denna policy. 1938 var astronomen Margarete Gussow tvungen att få särskild personlig dispens för att kunna bli professor i astronomi trots sitt kön, med hänvisning till att hon hade ärftliga anlag för yrket. 
I övrigt infördes inga formella förbud för kvinnor att vara yrkesverksamma, och välutbildade kvinnor kunde till exempel verka inom den privata sektorn. I praktiken blev det dock svårare för kvinnor att finna kvalificerade arbeten på grund av Hitlers arbetspolitik. En metod som användes för att "avskaffa arbetslösheten" var att avskeda kvinnliga anställda och ersätta dem med män, enligt samma princip som judar förlorade sina anställningar och ersattes med icke judar. Därmed pressades arbetslösheten bland män tillbaka, medan kvinnor förväntades gifta sig och försörjas av en man istället för att arbeta. Denna metod innebar att många kvinnor ersattes av män och sedan försvann från arbetsmarknaden och blev hemmafruar istället. 
Kvinnliga yrkesförbund, som Deutscher Akademikerinnenbund och Deutscher Ärztinnenbund tvingades initialt underordna sig Deutsches Frauenwerk (DFW), som först ariserade dem och fråntog dem allt inflytande, och senare även formellt upplöste dem. 
Trots diskrimineringen fanns framgångsrika yrkeskvinnor i Nazityskland, och vissa av dem lyftes rentav fram i regimens propaganda: som piloten Hanna Reitsch, operasångaren Elisabeth Schwarzkopf och kompositören Winifred Wagner. Yrkeskvinnor medverkade också för att uppnå nazismens samhällsmål, så som filmregissören Leni Riefenstahl, som producerade propaganda, och barnpedagongen Johanna Haarer.
Under andra världskriget lade partipropagandan om policyn, eftersom kriget gjorde det nödvändigt för kvinnor att ersätta inkallade män i en rad samhällsfunktioner, och de nazistiska kvinnoorganisationerna fick då tvärtom uppgiften att engagera kvinnor i krigsarbete.

## Politisk roll
Kvinnor uteslöts nästan helt från det politiska livet. Efter maktövertagandet 1933 förlorade alla utom nazisterna sina platser i riksdagen och många kvinnliga politiker av annan politisk färg fängslades: nazisterna själva hade inga kvinnliga representanter i riksdagen, och skulle heller aldrig utnämna några. Nästan alla icke nazistiska kvinnoorganisationer förbjöds efter maktövertagandet och ersattes av det nazistiska kvinnoförbundet NS-Frauenschaft (NSF), och de icke nazistiska kvinnoföreningar som inte förbjöds eftersom de ansågs ofarliga, sattes under övervakning av Deutsches Frauenwerk (DFW), som i sin tur samverkade med NSF. 
Ingen kvinna utnämndes till att sitta i parlamentet vare sig nationellt eller lokalt, och ingen kvinna utnämndes till någon formell politisk maktposition med undantag för Gertrud Scholtz-Klink, som var Reichsfrauenführerin ("Rikskvinnoledare"), och ordförande för de båda nazistiska kvinnoföreningarna, Nationalsozialistische Frauenschaft och Deutsches Frauenwerk. 
Kvinnor fick dock bli enkla medlemmar i nazistpartiet. På lägre nivå uppmuntrades kvinnor gärna att engagera sig i partiarbete, och som sådana verkade de främst genom organisationen för flickor, eller genom de två kvinnoorganisationerna för vuxna kvinnor. 
Informellt fanns det dock nazistiska kvinnor som spelade en offentlig roll i Nazityskland och även en viss roll inom den nazistiska rörelsen, bland dem Magda Goebbels, som eftersom Hitler var ogift kallades Nazitysklands "första dam"; veteran-nazisten Eleonore Baur, som utnämndes till hederslöjtnant inom SS; den brittiska nazisten Unity Mitford, som uppfattades kunna bidra med internationella kontakter; och Elsa Bruckmann, en överklasskvinna som introducerade Hitler med kontakter till societeten. 

### Motståndsarbete
Icke nazistiska kvinnor förlorade efter 1933 sina offentliga organisationer, såvida de inte ansågs ofarliga nog att verka under övervakning av den nazistkontrollerade Deutsches Frauenwerk (DFW). 
Det kvinnliga akademikerförbundet Deutscher Akademikerinnenbund och kvinnliga läkares föreningar Deutscher Ärztinnenbund tillhörde de som initialt tilläts fortsätta verka under Deutsches Frauenwerk (DFW), varefter de först tvingades utesluta sina judiska medlemmar och sedan småningom även de upplöstes, då nazisterna ogillade både kvinnliga akademiker och läkare av princip. 
Den organiserade feminismen under ledning av Bund Deutscher Frauenvereine upplöstes för att undvika att anslutas till DFW, trots att dess ordförande Gertrud Bäumer initialt försökte ägna sig åt pragmatiskt samarbete i enlighet med principen att samarbeta med den styrande regeringen oavsett färg. Den tyska kvinnorörelsen bedrev inte mycket aktivt motstånd mot sin egen upplösning: i enlighet med många andra 1933, antog de initialt att nazisterna inte skulle bli långvariga vid makten, och motsatte sig inte utvecklingen därför att de felaktigt utgick ifrån att nazisterna snart skulle förlora makten, och att de då skulle kunna återbilda sina föreningar. 
Utanför det lagliga systemet engagerade sig kvinnor även politiskt i motståndsrörelsen, så som Liselotte Herrmann, Libertas Schulze-Boysen och Sophie Scholl.

### Krigsarbete och krigsbrott
Under andra världskriget lade regimen av nödvändighetsskäl om sin politik, då regeringen såg en nödvändighet att ersätta inkallade män med kvinnor på olika yrkesområden. Därför lade regimen om sin policy angående yrkeskvinnor och uppmuntrade nu istället kvinnor att engagera sig i krigsarbete. 
Krigsarbetet innebar att låta flickor ur BDM att kommenderas till arbetstjänst för krigsarbete, som till exempel jordbruksarbete, även i ockuperade delar av Europa. 
Vuxna kvinnor blev inkallade att tjänstgöra inom Wehrmacht (Wehrmachtshelferinnen) i en rad ickestridande tjänster: som sjukvårdare, sekreterare och telefonoperatörer, d.v.s. stabsassistenter eller motsvarande svenska lottor. 
Slutligen värvades kvinnor att tjänstgöra i SS som SS-Helferinnen eller SS-Kriegshelferinnen; för olika uppgifter, som telefonoperatörer, sekreterare; eller som Aufseherin, som tjänstgjorde i koncentrationslägren under förintelsen, och som sådana deltog de liksom män aktivt i förintelsen och andra brott mot mänskligheten. 
Kvinnliga nazistiska läkare och sjuksköterskor deltog liksom sina manliga kolleger i medicinska brott mot mänskligheten under förintelsen och i aktion T4. 
I Tyskland medverkade kvinnorna i kvinnoorganisationen NSF med att fördela stöldvaror stulna under förintelsen och från det ockuperade Europa till behövande tyska familjer. 
De medverkade även i att förmedla slavarbetare (Ostarbeiter) från främst det ockuperade östra Europa som bland annat hushållsarbetare till tyska kvinnor.
Dessa kvinnlig slavarbetare kunde bli gravida genom våldtäkt av tyska män och då antingen utsättas för en tvångsabort eller, om avkomman ansågs tillräckligt "arisk", tvärtom tvingas föda barnet på en Ausländerkinder-Pflegestätte (även kallat Ostarbeiterkinderpflegestätten och Säuglingsheim), som sedan togs omhand för Germanisering.

## Krigsslutet
Vid krigsslutet 1945 utsattes tyska kvinnor för svåra krigsbrott i form av de massvåldtäkter som utfördes av de invaderade allierade arméerna, främst bland dem Sovjets röda armé. Massakern i Nemmersdorf och massakern i Metgethen är exempel på krigsbrott mot civila, som vid denna tidpunkt främst bestod av kvinnor.  
Kvinnor fanns bland de som åtalades för att ha begått krigsbrott under förintelsen, främst bland de kvinnor som var medlemmar av SS, och stod också som åtalade i Nürnbergrättegångarna.

## Historiografi
Efter krigsslutet beskrevs kvinnor i Nazityskland av historiker länge uteslutande som passiva offer för nazismens misogyna politik om kvinnor. Från 1990-talet har dock även nazistiska kvinnors engagemang i nazismens massrörelse och medverkan i krigsbrott uppmärksammats, liksom också icke nazistiska tyska kvinnors motstånd mot nazismen, och gett en bredare bild av kvinnors aktiva samhällsengagemang och offentliga roll i Nazityskland.

## Galleri

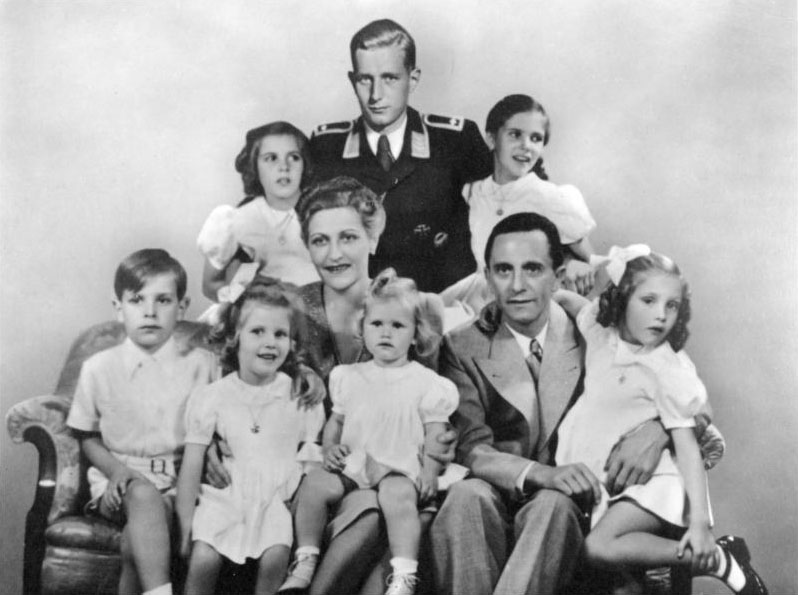
Joseph Goebbels med familj
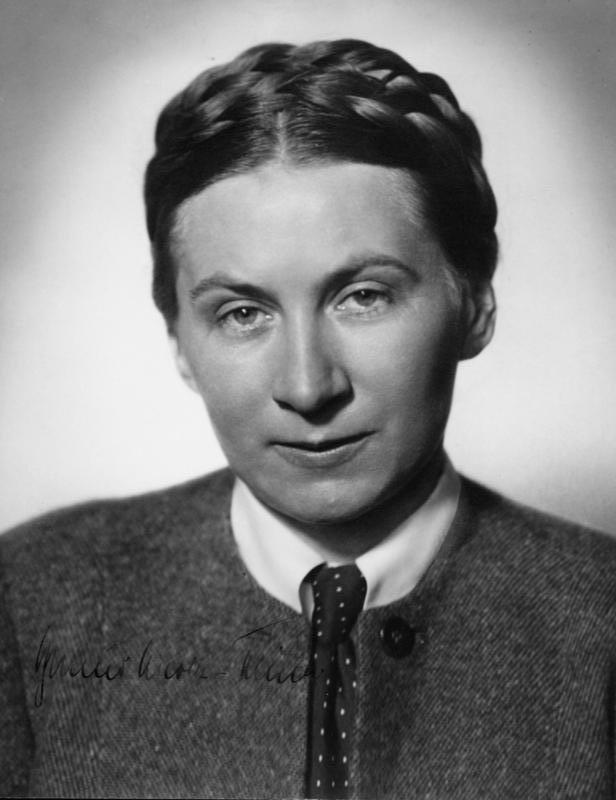
Gertrud Scholtz-Klink
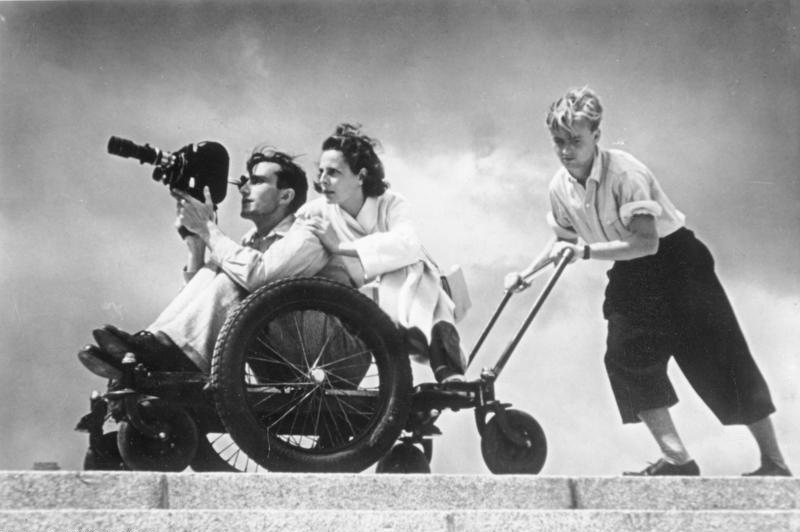
Leni Riefenstahl under filminspelning.
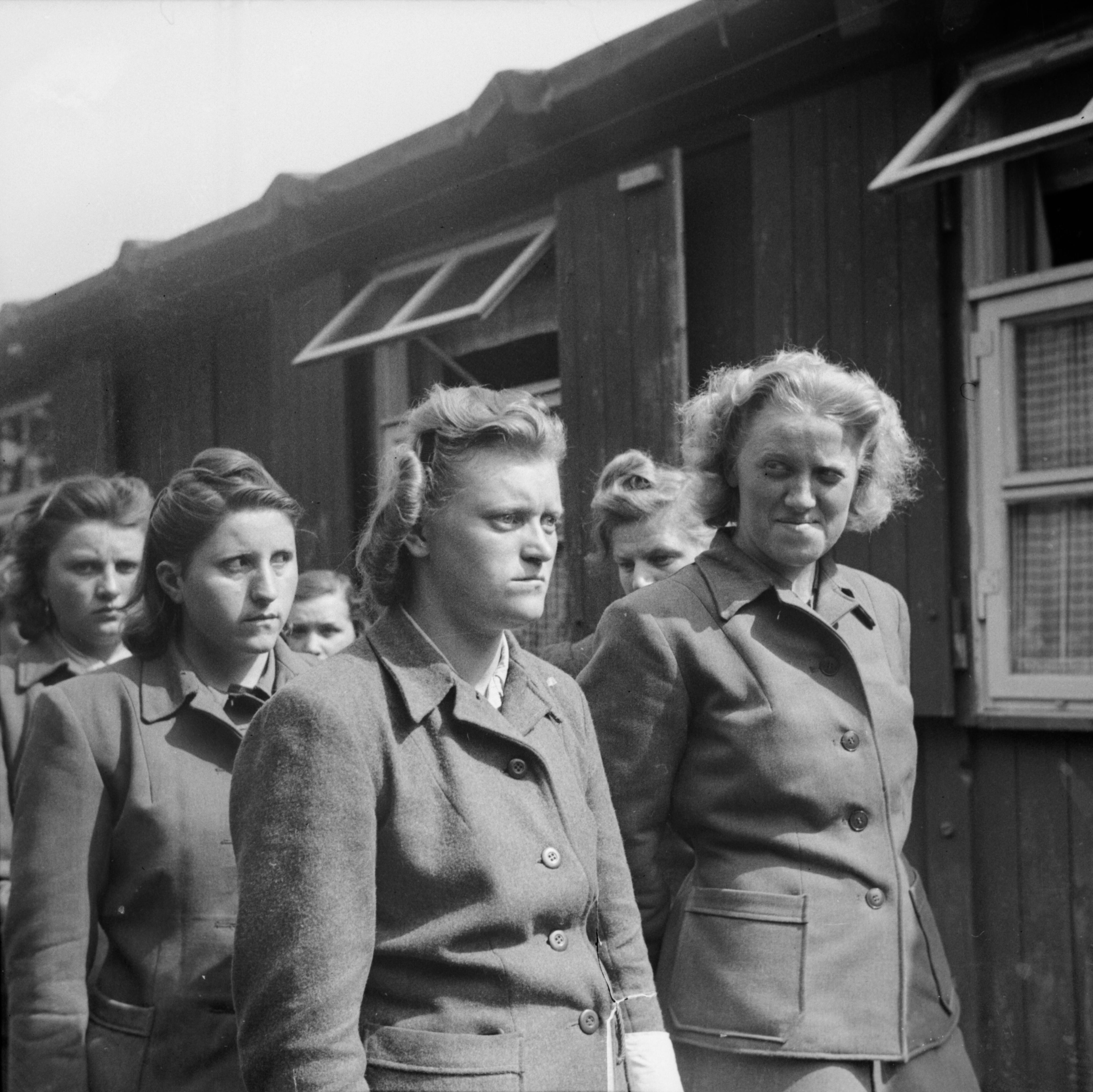
Kvinnliga SS-lägervakter i Bergen-Belsen 19 april 1945
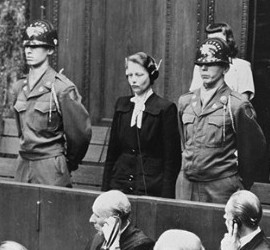
Herta Oberheuser.